# Список банков Израиля
В данном списке представлены действующие местные и иностранные банки Израиля. По состоянию на август 2017 года в Израиле действовали центральный банк, израильские коммерческие банки, отделения иностранных банков, компании, занимающиеся выпуском кредитных карт, и специализированные организации. Также ряд банковских услуг в Израиле оказывает Почтовый банк, являющийся частью государственной почты.

## Центральный банк
| Банк         | Основан в | Веб-сайт   |
| ------------ | --------- | ---------- |
| Банк Израиля | 1954      | boi.org.il |

## Ведущие банки
| Логотип | Банк                | Основан в | Веб-сайт              |
| ------- | ------------------- | --------- | --------------------- |
|         | Банк Апоалим        | 1921      | bankhapoalim.co.il    |
|         | Банк Леуми          | 1902      | leumi.co.il           |
|         | Банк Мизрахи-Тфахот | 1923      | mizrahi-tefahot.co.il |
|         | Банк Бейнлеуми      | 1972      | fibi.co.il            |
|         | Банк Дисконт        | 1935      | discountbank.co.il    |

## Другие банки
| Логотип | Банк                                                                    | Основан в | Веб-сайт            | Примечания |
| ------- | ----------------------------------------------------------------------- | --------- | ------------------- | --- |
|         | Банк Меркантиль Дисконт                                                 | 1971      | mercantile.co.il    | дочерний банк Банка Дисконт |
|         | Банк Иерусалима                                                         | 1963      | bankjerusalem.co.il | |
|         | Банк Оцар Ха-Хаяль                                                      | 1946      | bankotsar.co.il     | под контролем Банка Бейнлеуми |
|         | Банк Игуд                                                               | 1951      | unionbank.co.il     | |
|         | Банк Массад                                                             | 1929      | bankmassad.co.il    | в собственности Банка Бейнлеуми (51 %) и учительского профсоюза |
|         | Банк Яхав ле-Овдей ха-Медина (Банк Яхав для правительственных служащих) | 1954      | bank-yahav.co.il    | Банк Яхав находится в собственности Банка Мизрахи-Тефахот (50 %), профсоюза государственных служащих и Государства Израиль                                                                                    |
|         | Банк Муниципаль (до 2019 года –– Dexia Israel Bank)                     | 1953      | munibank.co.il      | Банк специализировался на кредитовании в государственном секторе экономики. После изменений в составе акционеров в 2019 году переименован в Банк Муниципаль, начат процесс слияния с Банк Меркантиль Дисконт. |
|         | Банк Поалей Агудат                                                      | 1977      | pagi.co.il          | дочерний банк Банка Бейнлеуми, ориентированный на обслуживание ортодоксального сообщества |
|         | U-Bank                                                                  | 1934      | u-bank.net          | дочерний банк Банка Бейнлеуми, специализирующийся на услугах private banking |
|         | Арабо-израильский банк (до 2016 года)                                   | 1961      | arabic.leumi.co.il  | находился в собственности Банка Леуми, с 2016 года все отделения банка перешли к Банку Леуми |
|         | One Zero Digital Bank                                                   | 2019      | onezerobank.com/en/ | Цифровой банк, не имеющий физических отделений. Открытие и управление счетом осуществляется через мобильное приложение.                                                                                       |

## Почтовый банк
| Название      | Основан в | Веб-сайт         | Примечания |
| ------------- | --------- | ---------------- | --- |
| Почтовый банк | 1951      | bankhadoar.co.il | Часть государственной почтовой компании, действует на основании законов о почтовых услугах, находится под надзором Министерства связи Израиля. Не осуществляет операции кредитования. |

## Филиалы иностранных банков
| Логотип | Филиал банка        | Открыт в  | Веб-сайт                                             |
| ------- | ------------------- | --------- | ---------------------------------------------------- |
|         | BNP Paribas         | 1996      | bnpparibas.co.il                                     |
|         | Citibank            | 1996/2000 | citigroup.com/citi/about/countrypresence/israel.html |
|         | HSBC                | 2001      | hsbc.co.il                                           |
|         | State Bank of India | 2006      | bank.sbi                                             |
|         | Barclays Bank       | 2011      | barclays.com                                         |

## Компании кредитных карт
| Название                  | Веб-сайт                          |
| ------------------------- | --------------------------------- |
| Cal - Israel Credit Cards | https://www.cal-online.co.il/     |
| Leumi Card                | https://www.leumi-card.co.il/     |
| Isracard                  | https://www.isracard.co.il/       |
| Europay (Eurocard) Israel |                                   |
| Poalim Express            | https://he.americanexpress.co.il/ |
| Diners Club Israel        | https://www.diners.co.il/         |